# .mn
.mn is het achtervoegsel van domeinnamen in Mongolië. .mn-domeinnamen worden uitgegeven door Datacom, dat verantwoordelijk is voor het top level domain 'mn'.